# Rodaggio
Il rodaggio è una procedura che viene effettuata per l'adattamento delle parti meccaniche in movimento di una vettura o macchina utensile, che viene eseguita nel primo periodo d'uso e ogni qual volta si cambino i componenti in movimento come ad esempio cilindro e pistone, o di altre componenti.

## Organi
Gli organi che richiedono il rodaggio sono molteplici e sono:
- Motore
- Frizione
- Impianto frenante
- Pneumatici
- Cuscinetti e bronzine
- Organi di trasmissione

## Utilità
Durante la fase di rodaggio, quello che si vuole ottenere sono attriti mirati e controllati, che garantiscano l'assestamento delle componenti, il rispetto e il raggiungimento di determinate tolleranze di assemblaggio. Giochi ben determinati e costanti donano maggiore affidabilità all'apparato meccanico, minore perdite di potenza in attriti, minori rumorosità e vibrazioni. Componenti come frizione, impianti frenanti e pneumatici, richiedono fasi di rodaggio per aumentare il coefficiente di attrito.

## Procedura
La procedura di rodaggio è generalmente descritta sul manuale d'uso e manutenzione, soprattutto nel caso di motoveicoli, comunque il rodaggio consiste nell'utilizzare il mezzo nei primi chilometri (a seconda del mezzo) senza mai sottoporre il motore a grandi sforzi, quindi senza raggiungere regimi di rotazione molto elevati o senza ripartire da basse velocità con marce troppo alte, quindi non azionare totalmente il comando del gas con il motore a bassi regimi. Il rodaggio dura generalmente 1000 km alla fine dei quali (ormai solo più per motoveicoli e motocicli) è previsto un tagliando nel quale, tra l'altro, viene sostituito l'olio speciale da rodaggio con uno standard.
È sconsigliato l'utilizzo del motore sottocoppia, ovvero nel range di giri dove la coppia è minore del 25% della coppia massima. Si consiglia di esplorare gradualmente la gamma di giri utili iniziando dapprima a non sorpassare metà dei giri massimi fino a sfiorare la zona rossa negli ultimi km di rodaggio.
Per poter effettuare correttamente il rodaggio è quindi necessario utilizzare abbondantemente il cambio per viaggiare a regimi intermedi; nel caso di mezzi con cambio continuo (variatore) risulta essere più complesso eseguire il rodaggio, dato che in questo caso per evitare di sforzare troppo il motore è necessario un maggiore controllo del comando del gas.
Per eseguire correttamente il rodaggio è oltretutto sconsigliato mantenere velocità di crociera costanti. È tuttavia consigliabile variare costantemente il regime di rotazione del motore per differenziare il livello di vibrazioni che ne interessano le parti meccaniche e le condizioni di lubrificazione.

Altro passo fondamentale per eseguire un buon rodaggio è lasciare il motore scaldarsi al minimo per un paio di minuti prima della partenza per consentire al lubrificante di entrare in circolo correttamente anche nei punti più critici.

## Schede di rodaggio
I costruttori forniscono una tabella più o meno semplice, dove viene indicata la percorrenza del rodaggio e il regime da non superare, le schede possono essere:
- Costante, alcuni forniscono una tabella di rodaggio con gli stessi limiti di regime del motore per tutto il rodaggio
- Progressivo, alcuni costruttori forniscono una tabella di rodaggio che permette l'utilizzo maggiore del motore con l'aumentare dei chilometri di rodaggio compiuti